# 阿里·巴亚努尼
阿里·巴亚努尼（阿拉伯语：علي صدر الدين البيانوني，羅馬化：Ali Sadreddine Al-Bayanouni，1938年—）是一位叙利亚穆斯林兄弟会的前任领导人，目前居住于伦敦。

## 生平
1938年他生于阿勒颇的一个宗教家庭，他的父亲和祖父都是著名的穆斯林学者。1954年他在读中学时就加入了兄弟会。后来成为一名律师。在监狱中度过一些时间后，他于1977年成为兄弟会的副领袖。两年后他离开叙利亚定居到了约旦，并一直在约旦居住了20年。2000年由于约旦政府的压力，他被迫流亡到了英国。
在2011年叙利亚示威发生后，他要求巴沙尔·阿萨德政府下台，并“举行所有叙利亚国民势力都能参与的自由大会”以促进叙利亚的民主转变。